# Tính giao hoán
Trong toán học, một phép toán hai ngôi có tính giao hoán khi thay đổi thứ tự của hai toán hạng không làm thay đổi giá trị kết quả. Nó là tính chất cơ bản của nhiều phép toán hai ngôi và nhiều chứng minh toán học dựa trên tính chất này. Các ví dụ dễ thấy của tính chất là "3 + 4 = 4 + 3" hay "2 × 5 = 5 × 2". Lý do cần nhận biết tính giao hoán là bởi có những phép toán như phép chia và phép trừ không có nó (lấy ví dụ, "3 − 5 ≠ 5 − 3"); các phép toán đó không có tính giao hoán, nên thường được gọi là phép toán không giao hoán. Bởi ý tưởng rằng các phép toán đơn giản như phép nhân và phép cộng của số thực luôn có tính giao hoán, tính giao hoán thường được mặc định trước trong rất nhiều năm. Do đó, phải tới thế kỷ 19 khi toán học đang được chuẩn hoá tính chất này mới có cái tên riêng. Có một tính chất tương tự dành cho quan hệ hai ngôi; một quan hệ hai ngôi được gọi là đối xứng nếu quan hệ đúng bất kể thứ tự toán hạng trong đó; ví dụ, quan hệ bằng nhau đối xứng là vì hai đối tượng toán học bằng nhau sẽ bằng nhau bất kể thứ tự của nó.

## Định nghĩa
Phép toán hai ngôi {\displaystyle *} trên tập S được gọi là giao hoán nếu
{\displaystyle x*y=y*x\,{\mbox{với mọi }}x,y\in S.} 
Phép toán không thoả mãn tính chất trên được gọi là phép toán không giao hoán.
Có thể nói x giao hoán với y hay x và y giao hoán dưới phép toán {\displaystyle *} nếu
{\displaystyle x*y=y*x.}
Nói cách khác, phép toán hai ngôi có tính giao hoán khi mọi cặp phần tử giao hoán dưới phép toán đó.

### Lưu ý
Tính giao hoán chỉ cho phép thứ tự toán hạng có thể thay đổi trong một cặp phần tử đang tính. Ta chỉ được phép thay đổi tuỳ ý thứ tự các toán hạng trong các biểu thức có nhiều hơn hai toán hạng khi phép toán hai ngôi đang xét vừa có tính kết hợp vừa có tính giao hoán. Thật vậy, giả sử trong biểu thức a * b * c, ta muốn nhân a với c rồi mới nhân b. Thứ tự thực hiện phép toán như vậy không thể làm được bởi
{\displaystyle a*b*c=(a*b)*c=(b*a)*c\neq b*(a*c)}
và {\displaystyle a*b*c\neq a*(b*c)=a*(c*b)}

## Các ví dụ

Cộng số các quả táo với nhau được xem là phép cộng các số tự nhiên, là một ví dụ điển hình về tính giao hoán.

### Phép toán giao hoán

Phép cộng các vectơ có tính giao hoán bởi.

- Phép cộng và phép nhân có tính giao hoán trong gần như mọi hệ thống số, cụ thể là trong số tự nhiên, số nguyên, số hữu tỉ, số thực và số phức. Tính chất này đúng trong tất cả các trường.
- Phép cộng trong mọi không gian vectơ và trong mọi đại số.
- Phép hợp và giao có tính giao hoán trên các tập hợp.
- "Hội" và "tuyển" là hai phép toán logic có tính giao hoán.

### Phép toán không giao hoán
Một số phép toán không giao hoán:

#### Phép chia, phép trừ và phép mũ
Phép chia không giao hoán, bởi {\displaystyle 1\div 2\neq 2\div 1}.
Phép trừ không giao hoán bởi {\displaystyle 0-1\neq 1-0}. Tuy nhiên ta có thể gọi nó có tính phản giao hoán, bởi {\displaystyle 0-1=-(1-0)}.
Phép mũ không giao hoán bởi {\displaystyle 2^{3}\neq 3^{2}}.

#### Hàm chân lý
Một số hàm chân lý không có tính giao hoán, bởi bảng chân lý cho các hàm đó thay đổi khi ta thay đổi thứ tự toán hạng. Lấy ví dụ, bảng chân lý cho   (A ⇒ B) = (¬A ∨ B) và (B ⇒ A) = (A ∨ ¬B) là
| A | B | A ⇒ B | B ⇒ A |
| - | - | ----- | ----- |
| F | F | T     | T     |
| F | T | T     | F     |
| T | F | F     | T     |
| T | T | T     | T     |

#### Hợp các hàm tuyến tính
Phép hợp các hàm tuyến tính từ các số thực sang số thực gần như luôn không giao hoán. Lấy ví dụ, đặt {\displaystyle f(x)=2x+1} và {\displaystyle g(x)=3x+7}. Khi đó
{\displaystyle (f\circ g)(x)=f(g(x))=2(3x+7)+1=6x+15}
và
{\displaystyle (g\circ f)(x)=g(f(x))=3(2x+1)+7=6x+10}
Điều này cũng cho các biển đổi tuyến tính và biến đổi affin từ một không gian vectơ tới chính nó (xem biểu diễn ma trận bên dưới).

#### Phép nhân ma trận
Phép nhân các ma trận vuông gần như luôn không giao hoán, lấy ví dụ:
{\displaystyle {\begin{bmatrix}0&2\\0&1\end{bmatrix}}={\begin{bmatrix}1&1\\0&1\end{bmatrix}}{\begin{bmatrix}0&1\\0&1\end{bmatrix}}\neq {\begin{bmatrix}0&1\\0&1\end{bmatrix}}{\begin{bmatrix}1&1\\0&1\end{bmatrix}}={\begin{bmatrix}0&1\\0&1\end{bmatrix}}}

#### Tích vectơ
Tích vectơ của hai vectơ trong không gian ba chiều có tính phản giao hoán; tức là b × a =  −(a × b).

## Lịch sử và từ nguyên học

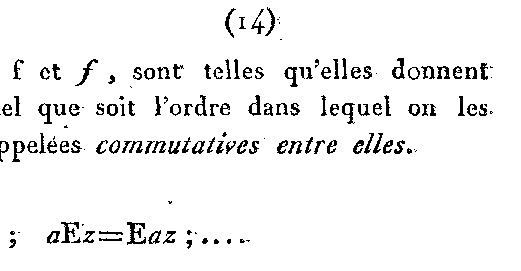
Từ này lần đầu được dùng trong một tạp chí Pháp xuất bản vào năm 1814

Các bản ghi lại sử dụng tính giao hoán đã có từ thời cổ đại. Người Ai Cập sử dụng tính giao hoán của phép nhân để đơn giản hoá các tích trong tính toán. Euclid được biết đã mặc định tính chất giao hoán của phép nhân trong cuốn Elements của ông. Sử dụng tính chất này theo cách chuẩn tắc bất đầu vào cuối thế kỷ 18 và đầu thế kỷ 19, khi các nhà toán học bắt đầu nghiên cứu lý thuyết của các hàm số. Nay tính giao hoán được biết rộng rãi và được sử dụng trong đa số các nhánh của toán học.
Từ commutative (nghĩa là có giao hoán) được viết lần đầu trong hồi ký năm 1814 của François Servois, Bài viết sử dụng từ commutatives khi mô tả các hàm số có tính giao hoán. Từ này là kết hợp của từ commuter nghĩa là "để thay hoặc đổi" và hậu tố -ative nghĩa là "dẫn tới" nên toàn bộ từ có nghĩa "dẫn tới thay hoặc đổi". Thuật ngữ này xuất hiện trong tiếng Anh vào năm 1838 và trong mục của Duncan Farquharson Gregory với tiêu đề "Trên các tính chất tự nhiên của đại số ký hiệu", sau đó xuất bản vào năm 1840 trong các kỷ yếu của hiệp hội hoàng gia xứ Edinburgh.

## Logic mệnh đề

### Quy tắc thay
Trong logic mệnh đề, Giao hoán, hay tính giao hoán thường nhắc tới hai quy tắc thay hợp lệ. Hay quy tắc cho phép ta chuyển vị các biến mệnh đề trong các công thức mệnh đề trong bài chứng minh logic. Các quy tắc thay như sau
{\displaystyle (P\lor Q)\Leftrightarrow (Q\lor P)}
và
{\displaystyle (P\land Q)\Leftrightarrow (Q\land P)}
trong đó "{\displaystyle \Leftrightarrow }" là ký hiệu metalogic biểu diễn "có thể thay trong bài chứng minh với".

### Liên kết logic mệnh đề
Tính giao hoán là tính chất của một số liên kết logic của logic mệnh đề. Các tương đương logic sau là ví dụ của các liên kết có tính chất giao hoán.
Giao hoán của phép hội{\displaystyle (P\land Q)\leftrightarrow (Q\land P)}
Giao hoán của phép tuyển{\displaystyle (P\lor Q)\leftrightarrow (Q\lor P)}
Giao hoán của phép kéo theo (hay còn gọi là phép kéo theo, hoặc là luật hoán vị){\displaystyle (P\to (Q\to R))\leftrightarrow (Q\to (P\to R))}
Giao hoán của tương đương (hay còn gọi là luật tương đương){\displaystyle (P\leftrightarrow Q)\leftrightarrow (Q\leftrightarrow P)}

## Lý thuyết tập hợp
Trong lý thuyết nhóm và lý thuyết tập hợp, nhiều cấu trúc đại số được gọi là giao hoán khi phép toán của nó thoả mãn tính chất giao hoán. Trong các nhánh cao hơn của toán học như giải tích hay đại số tuyến tính thì tính giao hoán của phép cộng và phép nhân trên tập số thực và số phức thường được mặc định trước không nhắc đến trong các bài chứng minh.

## Giao hoán trong các cấu trúc toán học
- Nửa nhóm giao hoán là tập đi kèm phép toán đóng, giao hoán và kết hợp.
- Nếu nửa nhóm trên có thêm phần tử đơn vị, thì ta có monoid giao hoán
- Nhóm Abel, hay nhóm giao hoán là nhóm mà phép toán nhóm có tính giao hoán.[16]
- Vành giao hoán là vành mà phép nhân có tính giao hoán. (phép cộng trong vành luôn có tính giao hoán.)[18]
- Trong trường, cả hai phép cộng và nhân đều có tính giao hoán.[19]

## Các tính chất có liên quan

### Tính kết hợp
Tính kết hợp có quan hệ gần gũi với tính giao hoán.  Tính kết hợp trong biểu thức chứa hai hay nhiều hơn lần xuất hiện của cùng một phép toán phát biểu rằng thứ tự thực hiện phép toán không thay đổi kết quả cuối miễn là thứ tự các toán hạng không thay đổi. Ngược lại tính giao hoán phát biểu rằng thay đổi thứ tự các toán hạng khi tính trên một cặp sẽ không làm thay đổi kết quả cuối.
Các phép toán giao hoán thường thì sẽ cũng có tính kết hợp. Song, tính giao hoán không suy ra tính kết hợp. Một ví dụ phản chứng là hàm số sau
{\displaystyle f(x,y)={\frac {x+y}{2}},}
Hàm số này giao hoán (đổi x và y không thay đổi kết quả), nhưng nó không có tính kết hợp (bởi lấy ví dụ như {\displaystyle f(-4,f(0,+4))=-1} nhưng {\displaystyle f(f(-4,0),+4)=+1}). Nhiều các ví dụ khác có thể tìm thấy trong các magma giao hoán không kết hợp. Ngược lại, tính kết hợp cũng không suy ra tính giao hoán. Lấy ví dụ, phép nhân ma trận luôn kết hợp nhưng chưa chắc đã giao hoán.

### Tính đối xứng

Đồ thị cho thấy tính đối xứng của phép cộng

Một số dạng của đối xứng có thể liên hệ trực tiếp với tính giao hoán.  Khi phép toán hai ngôi được viết thành hàm nhị phân {\displaystyle z=f(x,y),} thì hàm số đó được gọi là hàm đối xứng, và đồ thị của nó trong không gian ba chiều đối xứng qua mặt phẳng  {\displaystyle y=x}. Ví dụ nếu hàm f định nghĩa là {\displaystyle f(x,y)=x+y} thì {\displaystyle f} là hàm đối xứng.
Trong đại số quan hệ, quan hệ đối xứng tương tự với tính giao hoán, nghĩa là nếu quan hệ R đối xứng thì {\displaystyle aRb\Leftrightarrow bRa}.

## Các toán tử không giao hoán trong cơ học lượng tử
Trong phần cơ học lượng tử viết bởi Schrödinger, các biến vật lý được thay bằng các toán tử tuyến tính như {\displaystyle x} (nghĩa là nhân bởi {\displaystyle x}), và {\textstyle {\frac {d}{dx}}}. Hai toán tử này không giao hoán khi xem kết quả hợp của chúng {\textstyle x{\frac {d}{dx}}} và {\textstyle {\frac {d}{dx}}x} (cũng được gọi là tích các toán tử) trên hàm sóng một chiều {\displaystyle \psi (x)}:
{\displaystyle x\cdot {\mathrm {d}  \over \mathrm {d} x}\psi =x\cdot \psi '\ \neq \ \psi +x\cdot \psi '={\mathrm {d}  \over \mathrm {d} x}\left(x\cdot \psi \right)}
Theo nguyên lý bất định của Heisenberg, nếu hai toán tử biểu diễn cặp phần tử không giao hoán nhau thì cặp hai phần tử đó bù nhau, nghĩa là chúng không thể đồng thời đo được hay biết được chính xác. Lấy ví dụ, vị trí và mô men tuyến tính trong hướng {\displaystyle x} của một hạt được biểu diễn bởi {\displaystyle x} và {\displaystyle -i\hbar {\frac {\partial }{\partial x}}}, tương ứng (trong đó {\displaystyle \hbar } là hằng số Planck đã rút gọn). Ví dụ này tương tự ví dụ ngay trên nhưng thay vào đó là {\displaystyle -i\hbar }, do đó các toán tử không giao hoán, vào theo vật lý thì có nghĩa là vị trí và mô men tuyến tính theo một hướng đã cho sẽ bù nhau.

### Sách
- Axler, Sheldon (1997). Linear Algebra Done Right, 2e. Springer. ISBN 0-387-98258-2.
Abstract algebra theory.  Covers commutativity in that context.  Uses property throughout book.
- Copi, Irving M.; Cohen, Carl (2005). Introduction to Logic (ấn bản thứ 12). Prentice Hall. ISBN 9780131898349.
- Gallian, Joseph (2006). Contemporary Abstract Algebra . Houghton Mifflin. ISBN 0-618-51471-6.
Linear algebra theory.  Explains commutativity in chapter 1, uses it throughout.
- Goodman, Frederick (2003). Algebra: Abstract and Concrete, Stressing Symmetry . Prentice Hall. ISBN 0-13-067342-0.
Abstract algebra theory.  Uses commutativity property throughout book.
- Hurley, Patrick J.; Watson, Lori (2016). A Concise Introduction to Logic (ấn bản thứ 12). Cengage Learning. ISBN 978-1-337-51478-1.